# Andreína Goetz
Andreína Katarina Goetz Blohm (Gran Sabana, Bolívar, Venezuela, 24 de septiembre de 1969) es una reina de belleza y modelo venezolana, ganadora del concurso Miss Venezuela 1990; representando al estado Bolívar, región a la cual llegaron sus antepasados desde Alemania en el siglo XIX.

## Biografía y trayectoria
Es la segunda de los cuatro hijos de Klaus August Friedric Goetz Steinvorth (1938-2017) y Emily Magdalena Blohm Schlüter (1943), ambos descendientes de alemanes. Sus hermanos son: Emily Gabriela (1965), Bettina Patricia (1972) y Rodolfo Enrique Werner (1973). Estudió primaria en Academia Merici en Caracas, secundaria en Windsor (Connecticut) e ingeniería industrial en la Universidad Católica Andrés Bello de Caracas. Siempre ha sido deportista, ganando medallas en gimnasia olímpica y practicando voleibol, atletismo, tenis, natación y saltos ornamentales. A los 15 años, mientras participaba en un desfile de moda; Osmel Sousa la descubrió y la invitó a concursar en el Miss Venezuela. Posteriormente, compitió en el Miss Venezuela 1990; donde resultó ganadora. Luego, representó a su país en el certamen Miss Universo 1990; donde a pesar de tener el segundo puntaje más alto de la competencia preliminar, ocupó la séptima posición del Top 10.

## Vida personal
Dos meses después de entregar la corona de Miss Venezuela, se casó el 2 de agosto de 1991; con Nicolás Armando Vegas Chumaceiro (1967), primo de Federico Vegas, sobrino tataranieto de Martín José Sanabria y descendiente de Tomás José Sanabria y Meleán y de Francisco Rodríguez del Toro e Isturiz. Luego, se establecieron en Boston; para culminar sus estudios de postgrado en la Universidad de Boston, donde se graduó magna cum laude en 1994 y regresaron a Venezuela. En 2011, se mudó con su familia a Wellesley (Massachusetts) y posteriormente, retornaron de nuevo a Venezuela. 
Tienen cinco hijos: Andreína Cecilia, nacida el 17 de junio de 1994 en Texas, Sofía Magdalena; nacida el 26 de marzo de 1997 en Caracas, Clara Federica; nacida el 23 de enero de 2002 en Caracas, Federico Ernesto; nacido el 22 de septiembre de 2004 en Florida y Joyce Elizabeth, nacida el 25 de julio de 2007 en Caracas y dos nietas.